# 205e division d'infanterie (Allemagne)
Pour les articles homonymes, voir 205e division.
La  205e division d'infanterie (en allemand : 205. Infanterie-Division ou 205. ID) est une des divisions d'infanterie de l'armée allemande (Wehrmacht) durant la Seconde Guerre mondiale.

## Création et différentes dénominations
La 205. Infanterie-Division est formée le 1er janvier 1940 à Ulm dans le Wehrkreis V à partir de la 14. Landwehr-Division (en) en tant qu'élément de la 3. Welle (3e vague de mobilisation).
Elle finit la guerre dans la poche de Courlande.

## Organisation

### Commandants
| Date                                 | Grade                  | Commandant           |
| ------------------------------------ | ---------------------- | -------------------- |
| 1er janvier 1940 - 1er mars 1942     | Generalleutnant        | Ernst Richter        |
| 1er mars 1942 - 5 novembre 1943      | Generalleutnant        | Paul Seyffardt       |
| 1er mars 1942 - 5 novembre 1943      | Generalmajor           | Ernst Michael        |
| 5 novembre 1943 - 1er décembre 1943  | General der Artillerie | Horst von Mellenthin |
| 1er décembre 1943 - 20 novembre 1944 | Generalmajor           | Ernst Biehler (de)   |
| 15 novembre 1944 - 8 mai 1945        | Generalmajor           | Karl Giese (de)      |

### Officiers d'opérations (Generalstabsoffiziere (Ia))
| Date                              | Grade               | Commandant               |
| --------------------------------- | ------------------- | ------------------------ |
| 1er janvier 1940 - ? 1940         | Major i.G.          | Hans Gronemann-Schönborn |
| ? 1940 - ? 1941                   | Hauptmann i.G.      | Niemeyer                 |
| 7 février 1941 - 1er juillet 1941 | Hauptmann i.G.      | Ernst Lenné              |
| 1er juillet 1941 - 10 mai 1944    | Oberstleutnant i.G. | Karl-Geert Klostermann   |
| 10 mai 1944 - 1er mars 1945       | Oberstleutnant i.G. | Hermann Linn             |
| 1er mars 1945 - ? 1945            | Oberstleutnant i.G. | Hans-Joachim von Raison  |

## Théâtres d'opérations
- Allemagne : janvier 1940 - Juin 1940
- France : juin 1940 - Février 1942
- Front de l'Est secteur centre : février 1942 - Octobre 1943
- Front de l'Est, secteur Nord : octobre 1943 - octobre 1944
- Poche de Courlande : octobre 1944 - mai 1945

## Ordre de bataille
1940
- Infanterie-Regiment 335
- Infanterie-Regiment 353
- Infanterie-Regiment 358
- Artillerie-Regiment 205
  - I. Abteilung
  - II. Abteilung
  - III. Abteilung
  - IV. Abteilung
- Pionier-Bataillon 205
- Panzerabwehr-Abteilung 205
- Infanterie-Divisions-Nachrichten-Abteilung 205
- Infanterie-Divisions-Nachschubführer 205

1944
- Grenadier-Regiment 335
- Grenadier-Regiment 353
- Grenadier-Regiment 358
- Füsilier-Bataillon 205
- Artillerie-Regiment 205
  - I. Abteilung
  - II. Abteilung
  - III. Abteilung
  - IV. Abteilung
- Pionier-Bataillon 205
- Feldersatz-Bataillon 205
- Panzerabwehr-Abteilung 205
- Infanterie-Divisions-Nachrichten-Abteilung 205
- Infanterie-Divisions-Nachschubführer 205